# كاربينسك
كاربينسك (بالروسية: Карпинск) هي إحدى مدن روسيا في الكيان الفدرالي الروسي سفيردلوفسك أوبلاست.

## أعلام
- شامل سابيروف